# يان غلوفر
يان غلوفر (بالإنجليزية: Ian Glover)‏ هو لاعب سنوكر بريطاني، ولد في 8 نوفمبر 1977 في دونكاستر في المملكة المتحدة.

## روابط خارجية
- يان غلوفر على موقع CueTracker.net (الإنجليزية)